# Eriococcus kaschgariae
Eriococcus kaschgariae är en insektsart som först beskrevs av Danzig 1972.  Eriococcus kaschgariae ingår i släktet Eriococcus och familjen filtsköldlöss.
Artens utbredningsområde är Mongoliet. Inga underarter finns listade i Catalogue of Life.